# Анна Марія Йопек
Анна Марія Йопек (пол. Anna Maria Jopek; 14 грудня 1970, Варшава) — польська джазова авторка-виконавиця, музикантка, музична продюсерка. Лауреатка численних нагород за свою музику, включаючи особистий приз Мішеля Леграна у Вітебську в 1994, володарка усіх можливих призів за музику в Польщі, в сукупності з золотими і платиновими рекордами продажів записів.
Представляла Польщу в пісенному конкурсі Євробачення в 1997, в 2005 записала альбом разом з джазовим гітаристом Патом Метіні. 
У 2007 записала альмом ID, участь в якому взяли такі зірки, як Mino Cinelu, Christian McBride, Richard Bona, Branford Marsalis, Dhafer Youssef, Tord Gustavsen, Oscar Castro-Neves, Manu Katche.
Живе в Лондоні, співає польською мовою, співпрацює з провідними джазовими музикантами.
Одружена з музичним журналістом і фотографом Марцином Кидрінським і має двох синів, Франтішека (1998) і Станіслава (2000).

## Дискографія
- Ale jestem (1997)
- Szeptem (1998)
- Jasnosłyszenie (1999)
- Dzisiaj z Betleyem (1999)
- Bosa (2000)
- Barefoot (international edition of Bosa) (2002)
- Nienasycenie (2002)
- Upojenie (feat. Pat Metheny) (2002)
- Farat (live) (2003)
- Secret (2005)
- Niebo (2005)
- ID (2007)
- BMW Jazz Club Volume 1: Jo & Co (live) (2008)
- Haiku (2011)
- Sobremesa (2011)
- Polanna (2011)
- Minione (2017)
- Czas kobiety (2017)
- Ulotne (2018)